# Quadroppia quadricarinata
Quadroppia quadricarinata is een mijtensoort uit de familie van de Quadroppiidae. De wetenschappelijke naam van de soort is voor het eerst geldig gepubliceerd in 1885 door Michael.